# Internationales Festhallen-Reitturnier Frankfurt

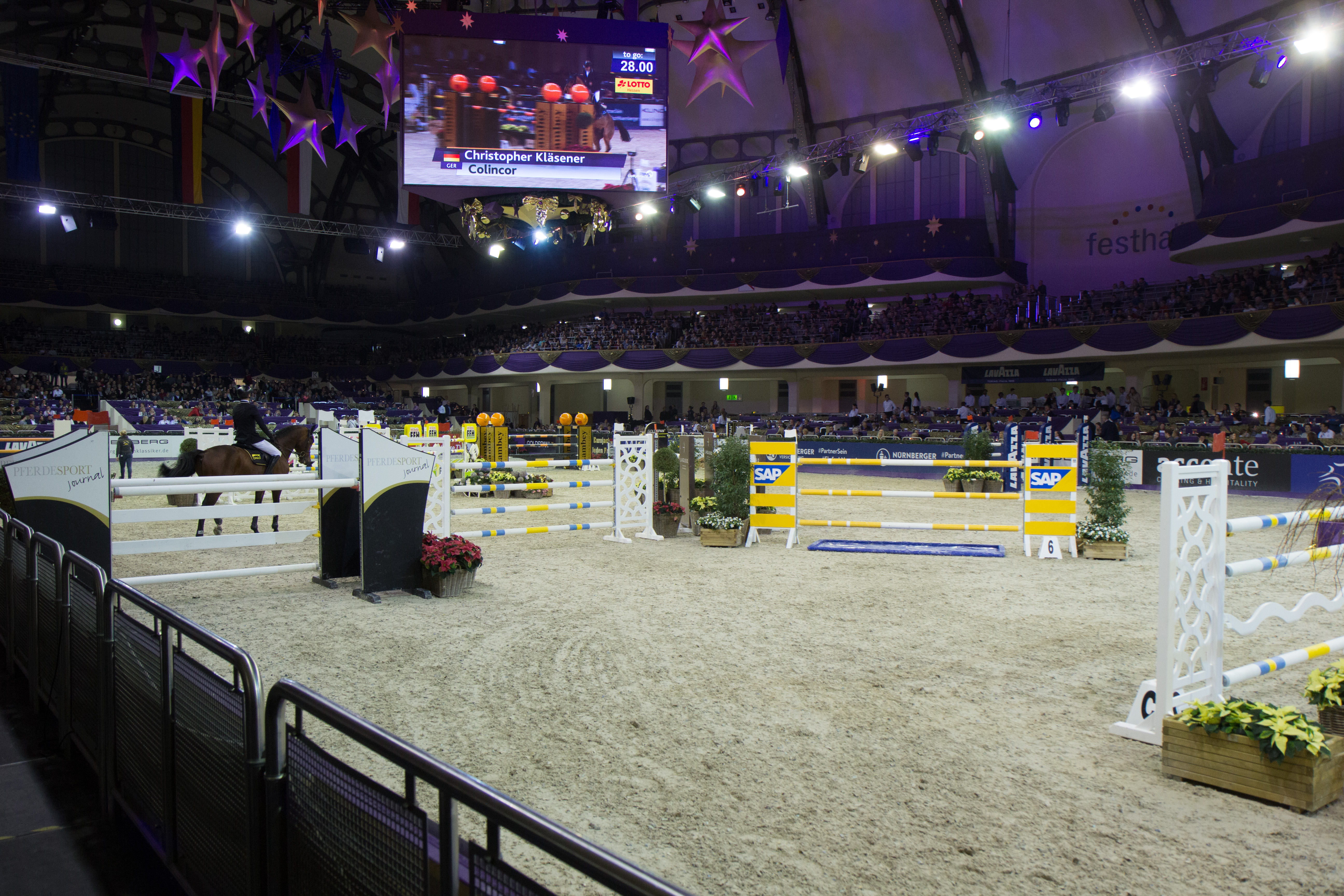
Festhalle 2017

Das Festhallenturnier Frankfurt ist ein internationales Reitturnier, das jährlich eine Woche vor Weihnachten in der Festhalle in Frankfurt am Main ausgetragen wird.

## Allgemeines
Veranstaltet wird das Festhallenturnier durch den Frankfurter Reit- und Turnierstall Schwarz-Gelb e. V. aus Kronberg, hierbei insbesondere unterstützt durch die Familie Linsenhoff, in Zusammenarbeit mit der Oceanside GmbH & Co. KG.
Das Turnier ist als CSI 3* und CSIYH 1* (junge Springpferde) im Springreiten ausgeschrieben. Die internationalen Dressurprüfungen sind als CDI 5* ausgeschrieben. Im Jahr 2011 war das Turnier als CDI-W (Weltcupturnier Dressur) und CDIY im Dressurreiten sowie als CSI 4*, CSIU25-A, CSIAm-A und CSIAm-B im Springreiten ausgeschrieben. Im Jahr 2012 wurden abweichend alle Dressurprüfungen als nationale Prüfungen ausgetragen.
Im Rahmen des Festhallenturniers werden die Finals des Nürnberger Burg-Pokals und des FN-Nachwuchspferde Grand Prix ausgetragen.

## Turniergeschichte
Das Frankfurter Festhallen-Reitturnier wurde 1955 von Josef Neckermann begründet, zunächst mit einem Etat von 800 Deutschen Mark. Das Turnier wurde von da an bis 1971 ausgetragen. Nach einer Austragungsunterbrechung von 17 Jahren führten der Frankfurter Reit- und Fahrclub, die Stadt Frankfurt und die Deutsche Reiterliche Vereinigung 1989 erneut ein Turnier in der Festhalle durch.
Im Jahr 1991 kam mit einem neuen Hauptsponsor zu einem Veranstalterwechsel: Die SKU Veranstaltungs GmbH war nun Turnierveranstalter. Dieser versuchte regionale Veranstaltungsteile aus dem Programm zu nehmen, was zu Kritik und zum Ausstieg des Pferdesportverbands Hessen daher als ideeller Träger führte.
Später übernahm die PSM GmbH das Turnier als Veranstalter. Nach der geschäftlichen Trennung von Paul Schockemöhle übernahm der vormalige PSM-Geschäftsführer Dr. Kaspar Funke im Jahr 2002 die Organisation des Turniers mit der neugegründeten Escon Marketing GmbH. Diese organisiert bis heute das Turnier.
Das Turnier des Jahres 2003 wurde zunächst abgesagt, fand aufgrund des Engagements von Ann Kathrin Linsenhoff und Manfred Louven vom Frankfurter Reit- und Fahrclub dann aber doch statt. Ein Jahr später kam der Show-Wettkampf der hessischen Vereine als Programmpunkt hinzu, 2005 zusätzlich eine Weltcupprüfung in der Dressur.
Mit der Austragung 2012 übernahm Paul Schockemöhles Firma PST Marketing GmbH die Organisation des Turniers. Diese Phase dauerte bis zum Turnier 2018 an. Ab dem Jahr 2019 erfolgt die Organisation durch die Oceanside GmbH & Co. KG, vertreten durch Matthias Rath. Die internationalen Dressurprüfungen wurden 2019 nach mehreren Jahren auf CDI 4*-Niveau wieder zum CDI 5* aufgewertet.
Bedingt durch die Rahmenbedingungen während der COVID-19-Pandemie konnten die Turniere der Jahre 2020 und 2021 nicht in der Festhalle durchgeführt werden. Um die Finals des Nürnberger Burg-Pokals, des Louisdor-Preises sowie des aufgrund des Ausfalls der Stuttgart German Masters übernommenen Finals des Piaff-Förderpreises der U25-Dressurreiter dennoch sicherzustellen, wurde ein Ersatzturnier ausgetragen. Das „Internationale Festhallen-Reitturnier Frankfurt – Schafhof-Edition“ fand auf dem Schafhof der Familie Linsenhoff-Rath in Kronberg im Taunus statt.

## Programm

### Bis 2011
Bis 2010 ging das Turnier von Mittwoch bis Sonntag, im Jahr 2011 wurde das Turnier um einen Tag verkürzt.
Den Beginn des Turniers bildete der „Hessentag“. Bis 2010 war dies der komplette Mittwoch. Im Jahr 2011 umfasste der eigentliche „Hessentag“ die meisten Prüfungen des Donnerstags. Beim „Hessentag“ handelt es sich organisatorisch um ein gesondert ausgeschriebenes Turnier, das sich an Spring-, Dressur- und Vielseitigkeitsreiter aus Hessen richtet. Das Programm reichte von Reiterwettbewerben bis zu Spring- und Dressurprüfungen der schweren Klasse. Der Hessentag wird seit 2006 ausgetragen. Ergänzend werden am Donnerstag weitere Prüfungen bis zur schweren Klasse ausgetragen. Den Abschluss des Donnerstag bildet ein Show-Wettkampf der hessischen Vereine.
Der Freitag wurde durch Dressurprüfungen eröffnet. Es folgten unter anderem Amateur-Springprüfungen. Diese Prüfungen, die ihren Abschluss am Sonntag finden, sind als CSIAm-A/CSIAm-B ausgeschrieben und richten sich an Amateure und Pferdebesitzer, die selbst als Reiter aktiv sind. Die Amateur-Springprüfungen bestehen aus zwei Unterserien – Medium und Large – die sich in ihrer Schwierigkeit bis hin zur schweren Klasse steigern. Den Tagesabschluss bildet das Championat von Frankfurt – eine Springprüfung, die im Jahr 2010 mit 30.000 € dotiert war.
Am Samstag finden mehrere große Spring- und Dressurprüfungen, unter anderem das Finale des Nürnberger Burg-Pokal, statt. Im „Champions Cup“ am Samstagnachmittag bestand letztmals die Möglichkeit, sich für den Großen Preis zu qualifizieren. Verteilt auf Samstagabend und Sonntagvormittag wurde jährlich in Frankfurt das Weltcupfinale der Jungen Dressurreiter ausgetragen.
Abschlusstag des Turniers ist der Sonntag. Hier fanden die Grand Prix Kür, das Finale des European Youngster Cup und der Große Preis (Masters League-Finale) statt.

### Ab 2012
Der Donnerstag bildet weiterhin den „Hessentag“, auch der Freitag behielt seine Grundstruktur bei. Höhepunkt des Turniersamstags ist weiterhin das Finale des Nürnberger Burg-Pokals, neu ist der am Samstagmorgen ausgetragene Grand Prix Spécial.
Der Sonntag beginnt mit Amateurspringprüfungen. Der Vormittag ist der Dressur gewidmet, es werden das Nachwuchspferde Grand Prix-Finale und anschließend die Grand Prix Kür durchgeführt. Am Nachmittag finden zwei Springprüfungen statt, der Große Preis bildet den Sportlichen Abschluss des Turniers.

## Wissenswertes
- Alljährlich seit 2004 werden mehrere Spring-Hindernisse des Turniers von Kinderheimen gestaltet. Die Kosten hierfür übernimmt der Veranstalter, zudem wird für die schönsten Hindernisse ein vierstelliger Publikumsgeldpreis an die Heime verliehen.[16][17]
- Schon mehrfach wurden beim Festhallen-Reitturnier erfolgreiche Pferde aus dem Sport verabschiedet: Wahajama Unicef (Erfolgspferd von Ann Kathrin Linsenhoff, Verabschiedung 2009)[18], Mac Kinley (geritten von Rolf-Göran Bengtsson und Mario Stevens, Verabschiedung 2011) und Lucie (Lars Nieberg, Verabschiedung 2011).[19]

## Die wichtigsten Prüfungen

### Nürnberger Burg-Pokal-Finale
Am Samstagmorgen findet jeweils nach der Grand Prix Kür das Finale des Nürnberger Burg-Pokals der Dressurreiter statt. Das Finale dieser nationalen Turnierserie für 7- bis 9-jährige Dressurpferde wird alljährlich als Prix St. Georg Special ausgetragen. Das Preisgeld in dieser Prüfung betrug 2019 10.000 €.
Die besten drei Paare des Finals treten am Abend des Samstags nochmals im Siegerpreis an. Diese kürähnliche Prüfung ist mit 3.000 € dotiert.

### Finale Louisdor-Preis
Seit 2012 ist auch die nächste Altersklasse der Dressurpferde nach dem Nürnberger Burg-Pokal in Frankfurt vertreten. Die Nachwuchspferde-Grand-Prix-Serie der Deutschen Reiterlichen Vereinigung steht seit 2012 unter der Sponsorschaft der Liselott und Klaus Rheinberger Stiftung und trägt seitdem den Namen Louisdor-Preis. Die Serie dient für acht- bis zehnjährige Pferde als Heranführung an Dressurprüfungen auf Grand-Prix-Niveau, die Prüfungen werden als Kurz-Grand-Prix (nationale Dressuraufgabe S10) ausgeschrieben.
Im Finale in Frankfurt sind die Sieger und zweitplatzierten Paare der über die Saison verteilten Wertungsprüfungen der Serie startberechtigt. Beim Finalturnier werden eine Einlaufprüfung und die Finalprüfung ausgetragen, letztere ist mit rund 20.000 € dotiert.
Sieger (bis 2011 nicht in Frankfurt):
| - 2007: Floresco, Reiter: Patrik Kittel - 2008: Carabas, Reiter: Oliver Luze - 2009: Dablino, Reiterin: Anabel Balkenhol - 2010: El Santo, Reiterin: Isabell Werth - 2011: Diva Royal, Reiterin: Dorothee Schneider - 2012: Very Keen, Reiter: Thomas Wagner (71,860 %) - 2013: Balmoral, Reiterin: Brigitte Wittig (73,894 %) - 2014: Weihegold, Reiterin: Beatrice Buchwald (74,800 %) - 2015: Emilio, Reiterin: Isabell Werth (79,100 %) - 2016: Sammy Davis Jr. , Reiterin: Dorothee Schneider (75,440 %) |  |  | - 2017: TSF Dalera BB, Reiterin: Jessica von Bredow-Werndl (76,720 %) - 2018: Veneziano, Reiter: Daniel Bachmann Andersen (75,140 %) - 2019: L'Arbuste OLD, Reiterin: Senta Kirchhoff (73,220 %) - 2020: Bonheur de La Vie, Reiterin: Sandra Nuxoll (77,140 %) - 2021: Total Hope OLD, Reiterin: Isabel Freese (77,540 %) |

### Grand Prix Spécial
Erstmals wurde im Jahr 2012 ein Grand Prix Spécial im Rahmen des Festhallen-Reitturniers ausgetragen. Qualifikationsprüfung hierfür ist, wie für die Grand Prix Kür, der Grand Prix de Dressage. Das Preisgeld für diese Prüfung betrug 2019 30.000 Euro.
Die Prüfung war bis 2015 eine Wertungsprüfung der Meggle Champions, einer nationalen Serie im Dressurreiten.
Sieger:
- 2012:  Madeleine Witte-Vrees mit Wynton (72,844 %)
- 2013:  Isabell Werth mit Bella Rose (78,458 %)
- 2014:  Marcela Krinke Susmelj mit Molberg (74,667 %)
- 2015:  Beatrice Buchwald mit Weihegold OLD (75,961 %)
- 2016:  Anabel Balkenhol mit Dablino FRH (76,706 %)
- 2017:  Jessica von Bredow-Werndl mit Zaire-E (75,529 %)
- 2018:  Kristina Bröring-Sprehe mit Desperados FRH (78,085 %)
- 2019:  Benjamin Werndl mit Famoso OLD (76,617 %)

### Grand Prix Kür
Die Grand Prix Kür wird jeweils am Vormittag des letzten Turniertages ausgetragen. Die Prüfung war im Jahr 2019 mit 30.000 € dotiert.
Nachdem die Prüfung im Jahr 2004 als CDI 3* ausgeschrieben war, wurde diese im Folgejahr deutlich aufgewertet. Nachdem das Düsseldorfer Philipshallenhallenturnier noch 2004 das Dressur-Weltcupfinale ausgerichtet hatte, konnte das dortige Turnier ab 2005 durch den Verlust von Sponsoren nicht mehr durchgeführt werden. Daraufhin meldeten die Turniere in Frankfurt und Stuttgart Interesse an der Durchführung einer Dressur-Weltcupprüfung an, Frankfurt bekam hierbei den Zuschlag. Im Rahmen einer geplanten Verschlankung des Dressurweltcups zur Saison 2012/2013 verlor Frankfurt jedoch den Weltcupstatus an Stuttgart.
Als Ersatz für den Dressurweltcup sollte hier ab 2012 eine Etappe der World Dressage Masters stattfinden. Dies wurde jedoch vom Weltverband FEI abgelehnt, eine WDM-Etappe bei einem Hallenturnier hätte in Konkurrenz zum Weltcup gestanden.
Sieger (ab 2005):
| - 2005: Anja Plönzke mit Solero TSF (74,675 %) - 2006: Silvia Iklé mit Salieri CH (81,450 %) - 2007: Isabell Werth mit Warum nicht FRH (79,250 %) - 2008: Isabell Werth mit Satchmo (82,000 %) - 2009: Imke Schellekens-Bartels mit Sunrise (81,450 %) - 2010: Ulla Salzgeber mit Herzruf's Erbe (78,450 %) - 2011: Valentina Truppa mit Eremo del Castegno (79,950 %) - 2012: Nadine Capellmann mit Girasol (76,000 %) |  |  | - 2013: Valentina Truppa mit Eremo del Castegno (79,475 %) - 2014: Ulla Salzgeber mit Herzruf's Erbe (77,725 %) - 2015: Isabell Werth mit El Santo NRW (79,725 %) - 2016: Jan-Dirk Gießelmann mit Real Dancer FRH (76,625 %) - 2017: Jan-Dirk Gießelmann mit Real Dancer FRH (76,000 %) - 2018: Isabell Werth mit Don Johnson FRH (80,300 %) - 2019: Isabell Werth mit Don Johnson FRH (82,845 %) |

### Großer Preis
Die „Großer Preis von Hessen“ genannte Hauptprüfung der Springreiter beim Festhallen-Reitturnier Frankfurt findet jeweils als letzte reguläre Prüfung des Turniers am Sonntagnachmittag statt. Im Jahr 2010 handelte es sich hierbei um die dritthöchstdotierte Springprüfung in Deutschland mit einem Preisgeld von 250.000 € inklusive Sachpreise. Im Jahr 2019 war die Prüfung noch mit etwa 70.000 € dotiert. Ausgeschrieben ist die Prüfung aus Springprüfung mit Stechen, die Hindernishöhe beträgt bis 1,55 Meter.
Sieger (ab 2005):
| - 2005: Tjark Nagel mit Cash - 2006: Marcus Ehning mit Sandro Boy - 2007: Thomas Voß mit Leonardo B - 2008: Marcus Ehning mit Sandro Boy - 2009: Mario Stevens mit Mac Kinley - 2010: Janne Friederike Meyer mit Lambrasco - 2011: Christian Ahlmann mit Codex One - 2012: Christian Ahlmann mit Lorena |  |  | - 2013: Gert-Jan Bruggink mit Dejavu - 2014: Patrick Stühlmeyer mit Lacan - 2015: Jörne Sprehe mit Luna - 2016: Christian Kukuk mit Limonchello - 2017: Gerrit Nieberg mit Contagio - 2018: Guido Klatte jun. mit Qinghai - 2019: Jan Wernke mit Queen Mary |

## Nicht mehr in Frankfurt durchgeführte Prüfungen

### Weltcupfinale Junge Reiter (Dressur)
Neben der Dressur-Weltcupwertung wurde im Jahr 2005 auch das Dressur-Weltcupfinale der Jungen Reiter in das Programm aufgenommen. Anders als der Weltcup der Reiter/Senioren besteht der Junge Reiter-Weltcup nicht aus festgelegten Wertungsprüfungen. Stattdessen zählen alle CDIY, CDIOY und CDIU25-Turnier vom Oktober des Vorjahres bis Oktober des aktuellen Jahres als Qualifikationsprüfungen. Für jeden Reiter zählt hierbei der Durchschnitt seiner zwei besten Prüfungen.
Insgesamt dürfen zwölf Teilnehmer beim Finale in Frankfurt starten, diese verteilen sich wie folgend:
- fünf Teilnehmer aus Westeuropa
- ein Teilnehmer aus Zentral-/Osteuropa
- zwei Teilnehmer aus Nordamerika
- ein Teilnehmer aus Südamerika
- ein Teilnehmer aus dem Raum Asien / Afrika / Australien-Ozeanien
- der Vorjahressieger, soweit dieser noch Junger Reiter ist (sonst Vergabe einer Wildcard)[33]

Im Vorfeld des Finals finden beim Festhallenturnier eine Einlauf- und eine Qualifikationsprüfung statt. Die besten sechs Reiter der Qualifikationsprüfung starten dann im A-Finale, die restlichen im B-Finale. Bei beiden Finals handelt es sich um Küraufgaben für Junge Reiter. Diese werden am Samstagabend und am frühen Sonntagmorgen ausgetragen.
Sponsor des Weltcupfinals war seit 2005 die Schenker Deutschland AG. Das Finale wurde 2011 zuletzt in Frankfurt ausgetragen, ab 2012 passte der Weltcup der Jungen Reiter nach Veranstalterangaben „leider nicht mehr in die Struktur des Turniers“.
Sieger A-Finale (ab 2005):
| - 2005: Valentina Truppa mit Don Rico (75,650 %) - 2006: Valentina Truppa mit Chablis (77,500 %) - 2007: Valentina Truppa mit Chablis (75,250 %) - 2008: Diederik van Silfhout mit Ruby (74,950 %) |  |  |  |  |  |  |  |  | - 2009: Lotje Schoots mit Torricelli (77,150 %) - 2010: Fabienne Lütkemeier mit D’Agostino (79,000 %) - 2011: Sanneke Rothenberger mit Deveraux OLD (79,100 %) |

### Finalprüfung European Youngster Cup (Springreiten)
Im Jahr 2009 wurde das Turnier um einen CSIU25-A – ein Springreitturnier für Reiter bis 25 Jahre – ergänzt. Seitdem war das Festhallen-Reitturnier die letzte Wertungsprüfung des European Youngster Cups / Young Masters League. Diese letzte Wertungsprüfung, die als „Großes Finale“ bezeichnet wird, fand jeweils am Sonntagnachmittag vor dem Großen Preis statt. Es handelte sich hierbei um eine Springprüfung mit Stechen mit Hindernissen mit einer Höhe von bis zu 1,45 Metern. Die Prüfung war mit 20.000 € dotiert. Mit der Übernahme des Turniers durch die PST Marketing wurde das European Youngster-Cup-Finale nach Salzburg verlegt.

### Masters League-Finale (Springreiten)
Der Große Preis war bis 2011 gleichzeitig das Finale der Masters League.

## Medien
Der Große Preis und die wichtigste Springprüfung des Samstags, der „Champions Cup“, wurden traditionell von hr-fernsehen live oder als Zusammenfassung übertragen. DSF / Sport1 übertrug ab 2009 zudem weitere Prüfungen wie das Finale des Nürnberger Burg-Pokals sowie im Jahr 2009 den Großen Preis an Stelle des Hessischen Rundfunks.
Die Prüfungen des Turniers werden seit 2008 zudem vom deutschen IPTV-Sender ClipMyHorse live übertragen.